# Richard Barrett (Musiker)
Richard „Ritchie“ Barrett (* 14. Juli 1933 in Philadelphia, Pennsylvania, USA; † 3. August 2006 ebenda) war ein US-amerikanischer Rhythm-and-Blues-Produzent, Songwriter und Dirigent. Er war eine der wichtigsten Figuren in den frühen Jahren des Rock ’n’ Roll, einer der ersten erfolgreichen unabhängigen schwarzen Plattenproduzenten und Pionier der schwarzen Broadway-Produzenten.

## Karriere als Sänger und Songwriter
Geboren und aufgewachsen in Philadelphia, begann Barrett in den frühen 1950er Jahren in der R&B-Gruppe Angels zu singen. Neben seiner charismatischen Erscheinung als Sänger mit einer eleganten Stimme war er ein beschlagener Tänzer und Choreograph und offenbarte bereits früh sein Talent für einfallsreiche Arrangements von Songs. 1952 oder 1953 ging Barrett nach New York, wo er sich als Tagelöhner durchschlug, immer auf der Suche nach einem bezahlten Auftritt als Musiker. Als er das Quartett The Dreamers singen hörte, bot er ihnen den Song Summer's Love für den Fall an, dass er in die Band einsteigen dürfe. Die Musiker nahmen an. Nach einer schnellen Umbenennung in The Valentines wurde das Quintett schnell bekannt. Raoul Cita von den Harptones brachte sie mit Monte Bruce zusammen, der das Label Bruce Records aus der Taufe heben wollte. Ein Demo-Tape von Summer's Love blieb seine einzige Produzentenleistung, aber dieses wurde von dem legendären Harlem-DJ Willie Bryant im Radio gespielt. Im November 1954 spielten die Valentines eine neue Version von Summer's Love als Single bei Old Town Records in Harlem ein. Die B-Seite Tonight Kathleen steigerte die Popularität der Valentines. Bei George Goldners Rama Records veröffentlichte die Gruppe 1955 Lily Maebelle, das durch den DJ Alan Freed zu einem regionalen Hit wurde – und aus den Valentines Stars in Harlem machte. Parallel dazu arbeitete sich Barrett bei Rama (später Gee Records) vom Mädchen-für-alles zum veritablen Produzenten und Talent Scout hoch. Er entdeckte Frankie Lymon & the Teenagers, die wenig später den Rock-’n’-Roll-Klassiker Why Do Fools Fall in Love aufnahmen. 1956 gelang Barrett und den Valentines mit Woo Woo Train ein weiterer Hit, aber Barretts schwindendes Interesse für eine aktive Musiker-Karriere beendete das Projekt nach zwei weiteren, wenig erfolgreichen Veröffentlichungen.

## Karriere als Produzent
Barrett widmete sich ganz seiner Produzententätigkeit und seinen neuen Schützlingen The Cleftones, deren Vokalarrangements und Bühnenchoreographie er verantwortete. 1957 entdeckte Barrett das New Yorker Quintett The Chantels, das als erste Girl Group in der Rock-’n’-Roll-Geschichte gilt. Er wurde ihr Manager und Produzent. Ihre zweite Veröffentlichung Maybe wurde ein Millionenhit, und ein weiterer Rock-’n’-Roll-Klassiker. Im gleichen Jahr produzierte und arrangierte Barrett die Debüt-Single von The Channels. Eine weitere Riesenentdeckung machte er mit Little Anthony & the Imperials, jetzt bei Roulette Records unter Vertrag, einem Nachfolgeunternehmen von Rama, Gee, End und Gone Records, das von Goldners Partner Morris Levy geführt wurde. 1960 gründete Barrett ein eigenes Label: Princeton Records, dessen Stars The Veneers wurden. Barrett produzierte zudem frühe Aufnahmen der Isley Brothers und von Harold Melvin & The Blue Notes und begegnete Kenny Gamble und Leon Huff, bevor auch nur einer von dieser bekannt geworden war. Nach seiner Rückkehr nach Philadelphia 1963 produzierte er The Three Degrees, mit denen er in den 1970er Jahren einige Hits feiern konnte, darunter die Nr.1-Single TSOP (The Sound of Philadelphia) (Phillysound) im Jahre 1974.